# Kikeleti hóvirág
A kikeleti hóvirág (Galanthus nivalis) az egyszikűek (Liliopsida) osztályának spárgavirágúak (Asparagales) rendjébe, ezen belül az amarilliszfélék (Amaryllidaceae) családjába tartozó faj. Mivel Magyarországon ez a hóvirágfaj az egyedüli őshonos, így egyszerűen hóvirágnak is nevezik. Magyarországon 2017-ben az év vadvirágának választották.
Nemzetségének a típusfaja.

## Előfordulása
A kikeleti hóvirág eredeti előfordulási területe a Pireneusoktól kezdve, Közép-Európában keresztül, egészen a Kaukázusig terjed; Törökország európai részén is fellelhető. Eredeti termőhelyein sok helyütt megritkult. Más kontinensekre is betelepítették. Sok helyen pedig termesztik.

## Megjelenése

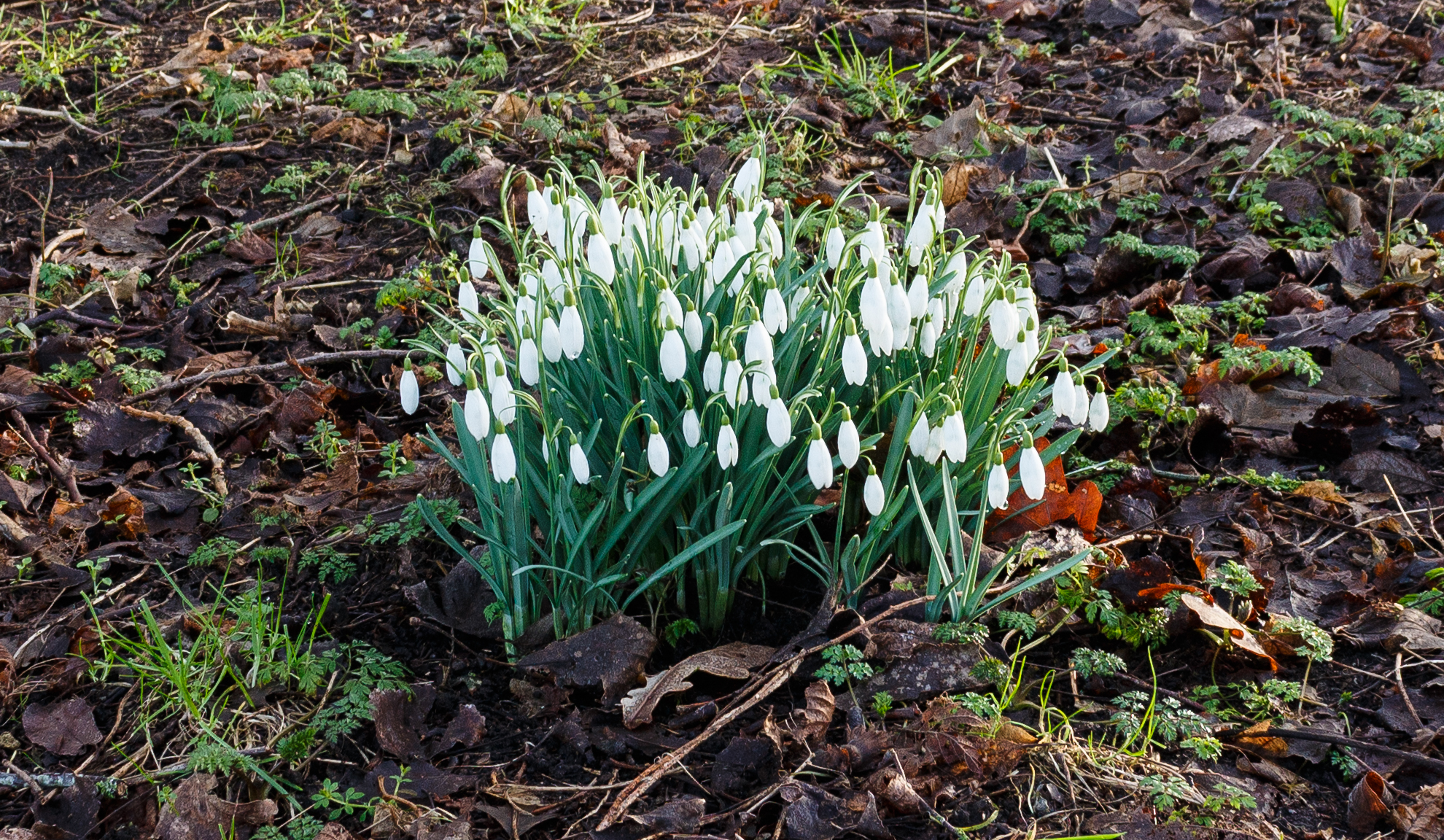
A hóvirág tipikus előfordulási formája, csoportos megjelenés

A kikeleti hóvirág 10-20 centiméter magas, hagymás, évelő növény. Hengeres, levéltelen, felálló, csúcsán visszahajló szára csupán egy bókoló virágot hordoz. A két tőállású, kékeszöld levél szálas, 5-10 milliméter széles. A három külső lepellevél hosszabb, mint a három zöld csúcsú, belső lepellevél.

## Életmódja
A kikeleti hóvirág nyirkos erdők, ligetek, cserjések tápanyagban gazdag, humuszos vályogtalajok lakója. Kimondottan szereti a lombos elegyes-, szurdok- és ligeterdőket. A virágzási ideje február–március között van, a legkorábban virágzó növények közé tartozik.

## Hatóanyagai
Alkaloidjai közé tartozik a galantamin, a likorin, hemantamin és nartazin. A hagymájából nyert acetilkolineszteráz-gátló hatású galantamint izomernyedtség ellen használják, továbbá az Alzheimer-kór kezelése során is tapasztalták kedvező hatását.

## Képek

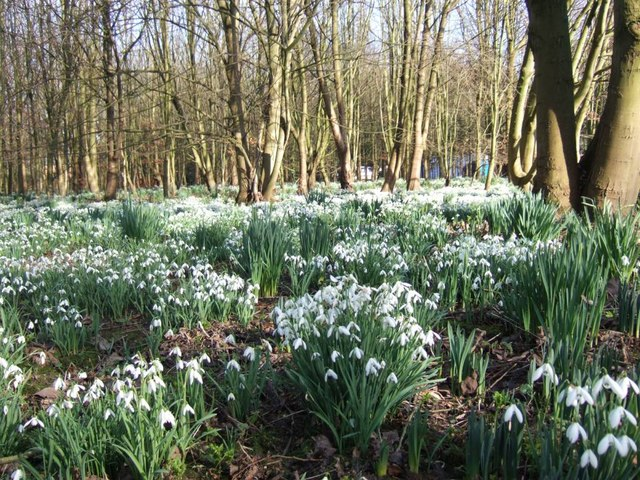
A növény
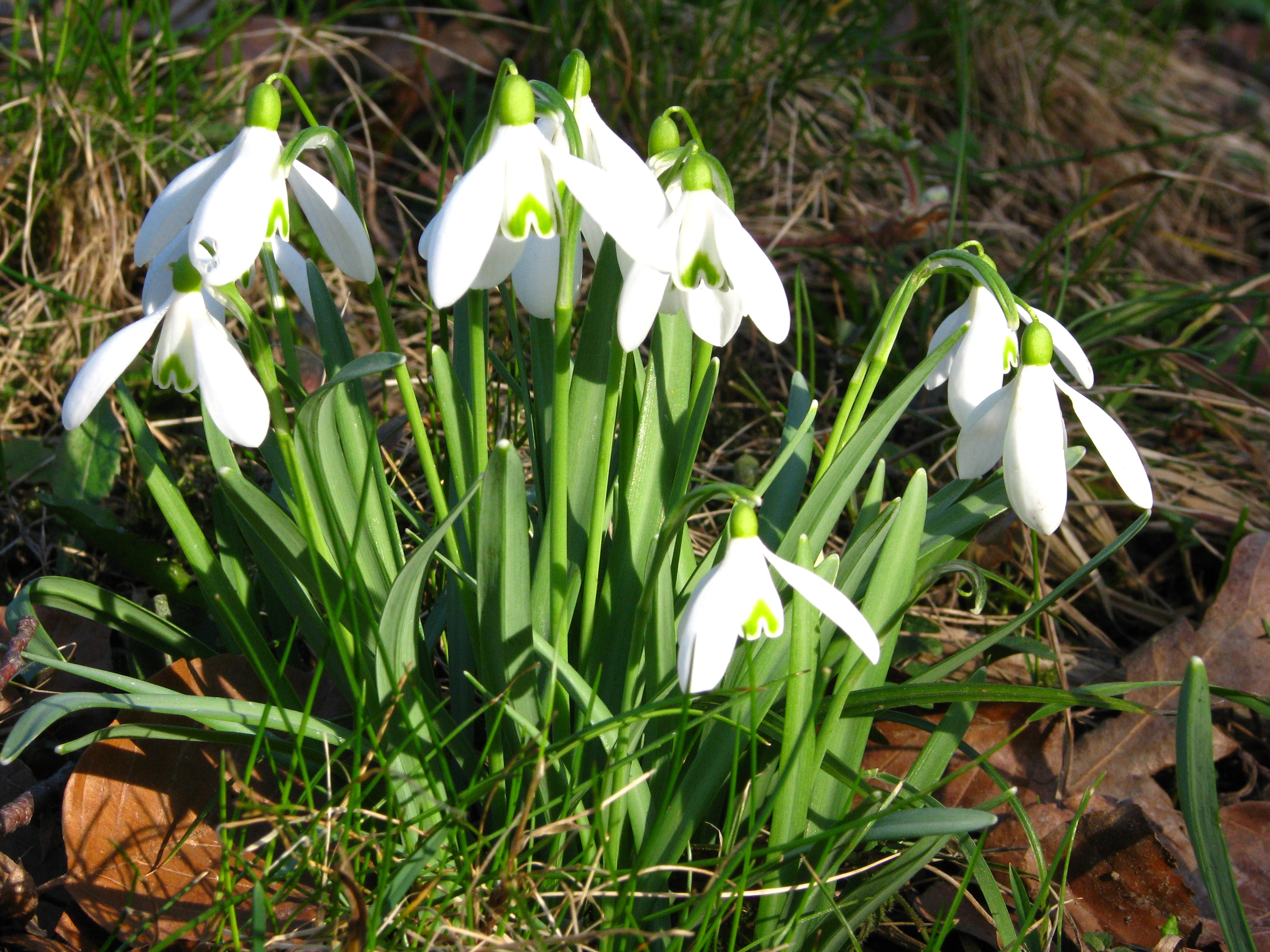
a természetes
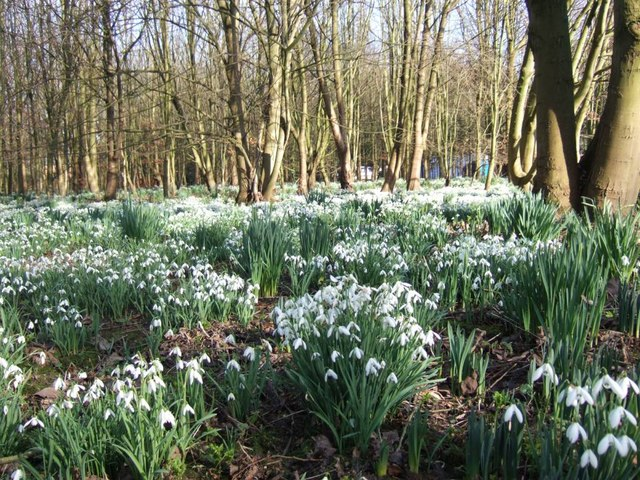
élőhelyén
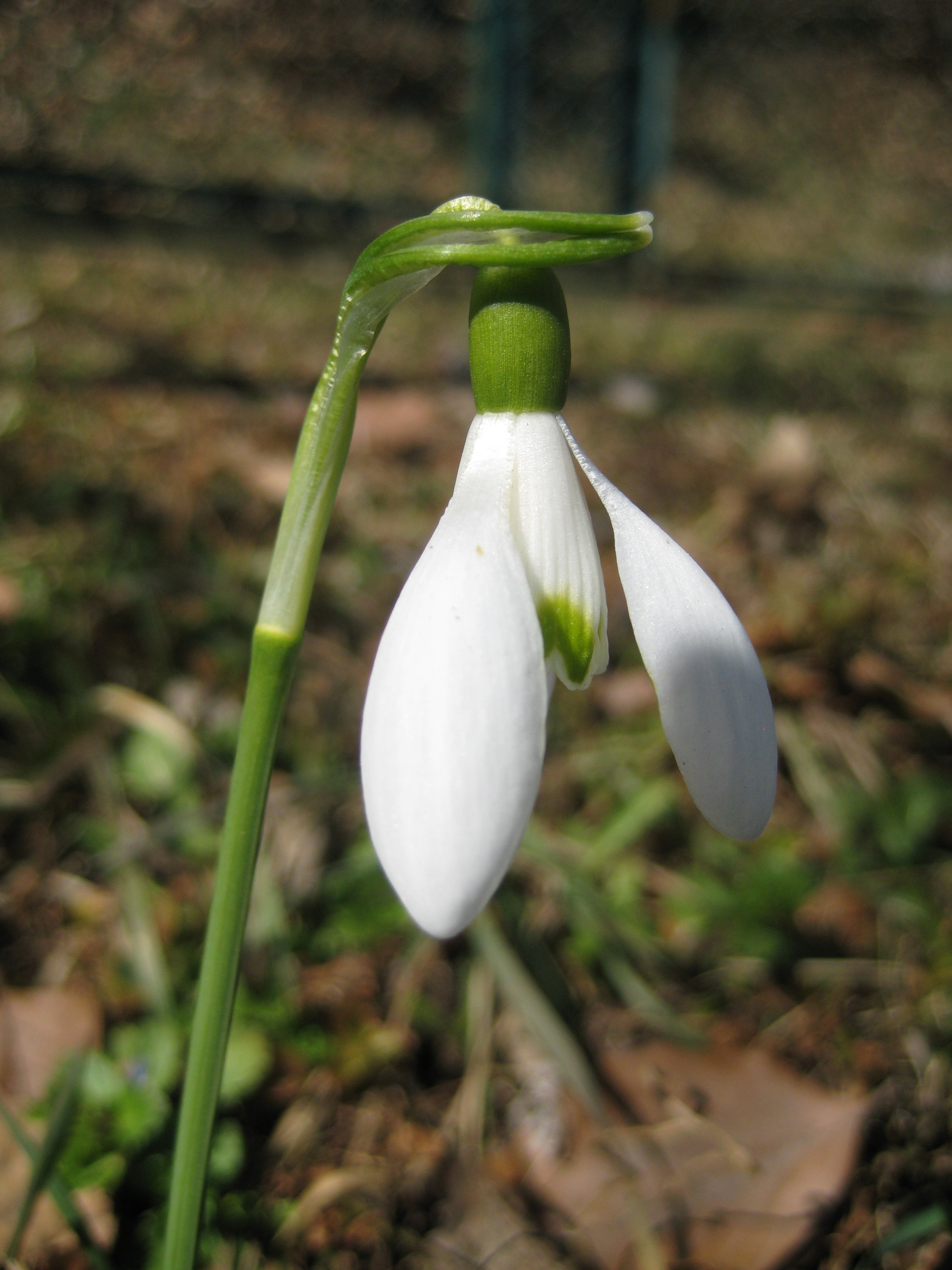
Virága
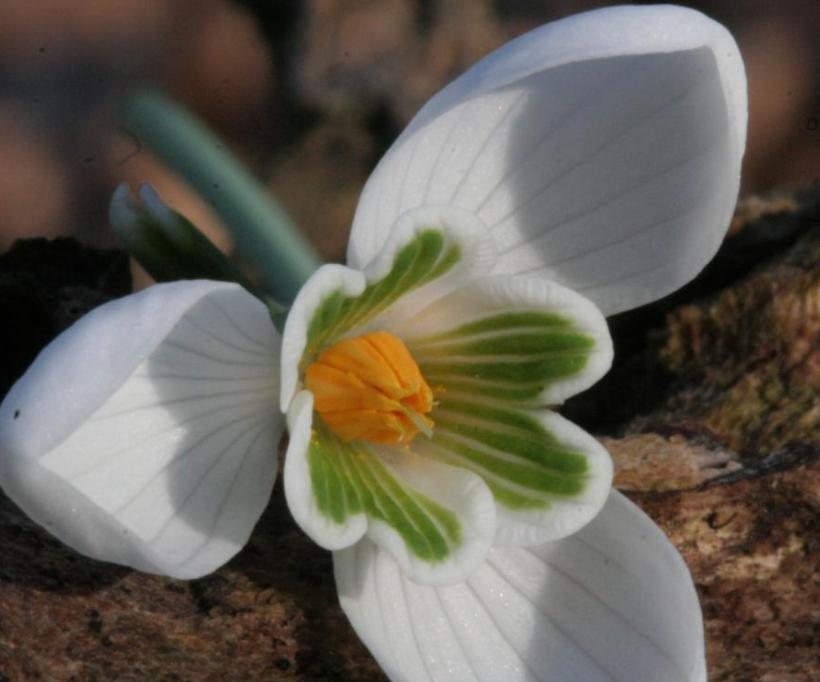
felülről
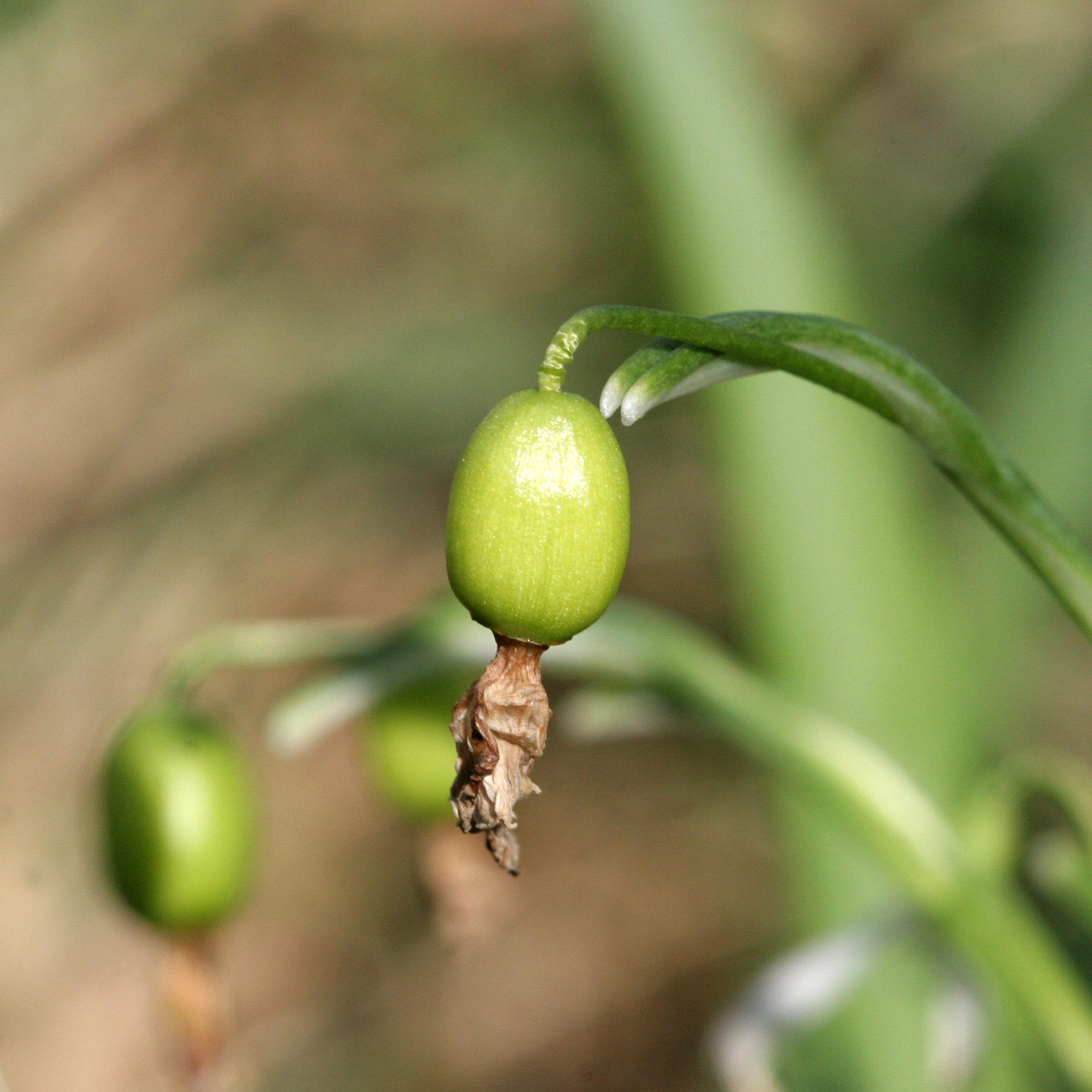
A termése
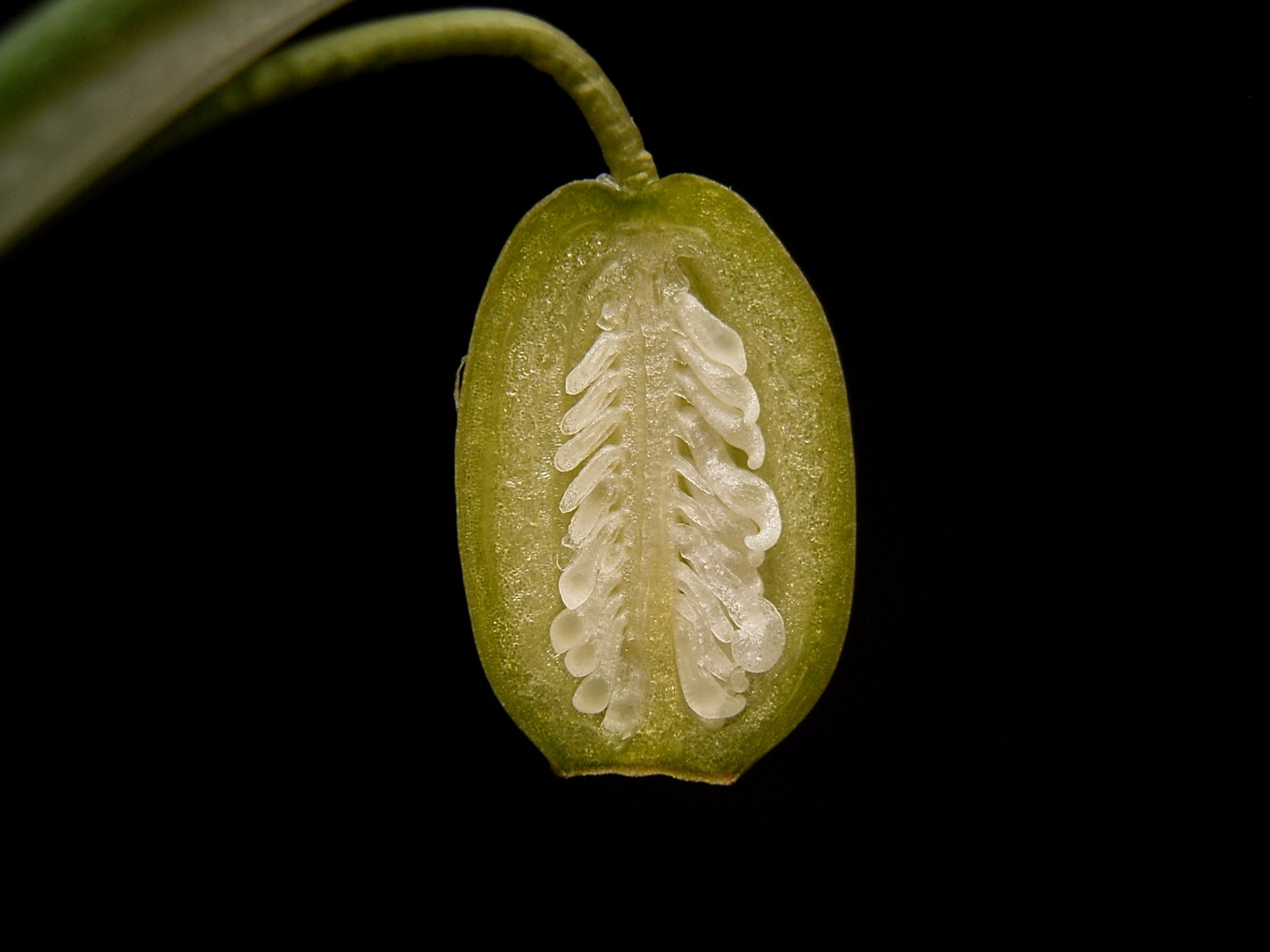
és annak keresztmetszete
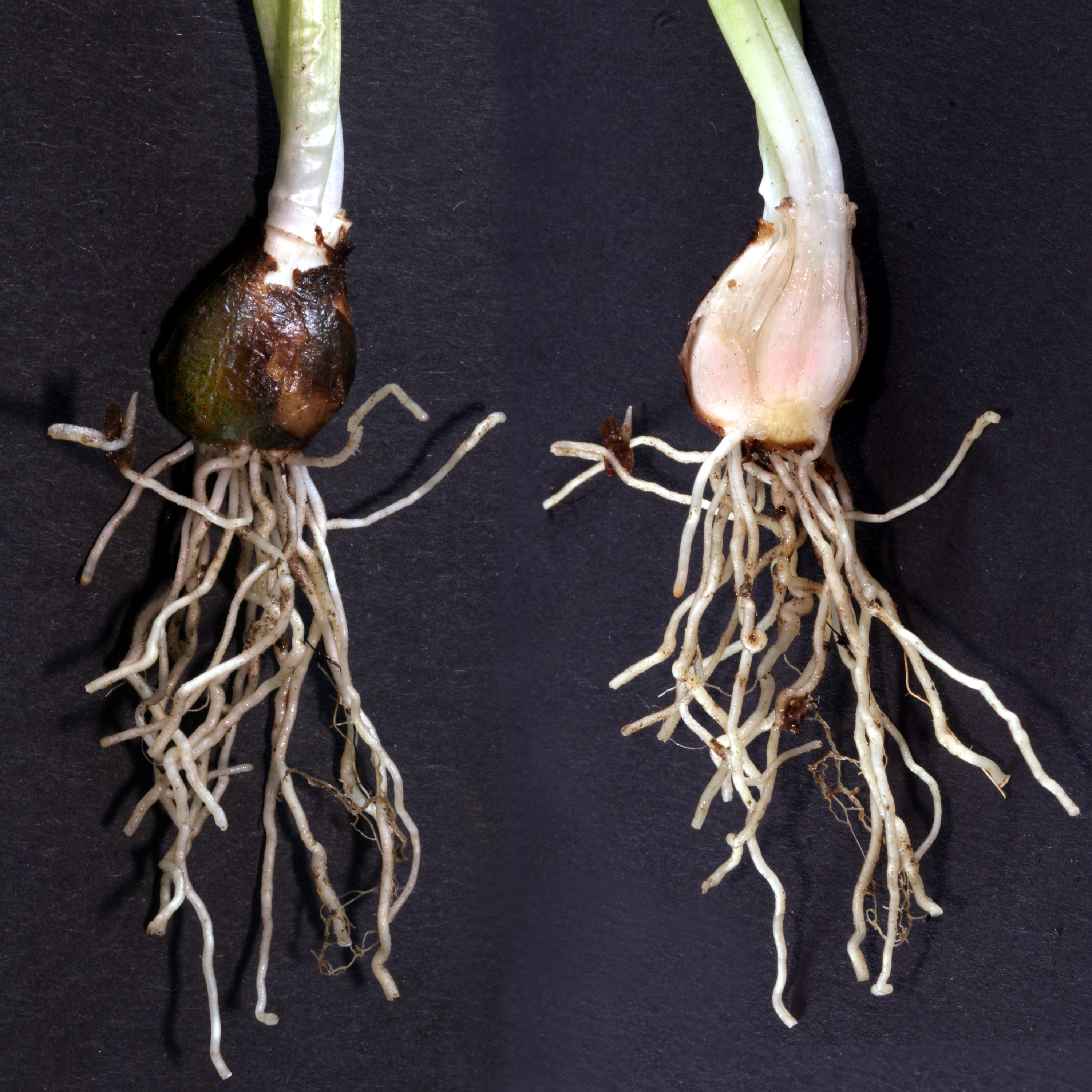
Hagymái és gyökerei
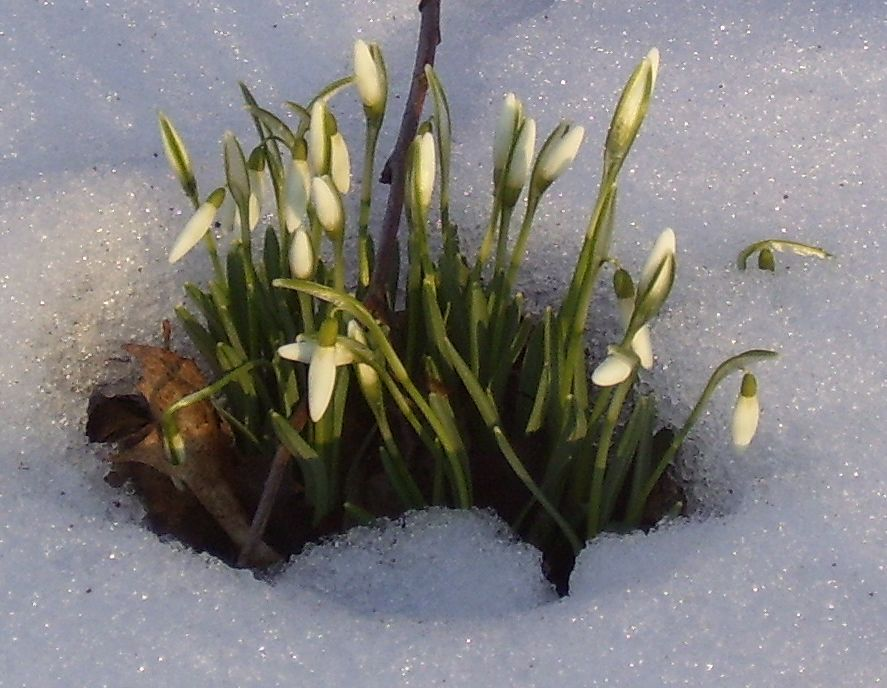
Már a hóban is nyílik
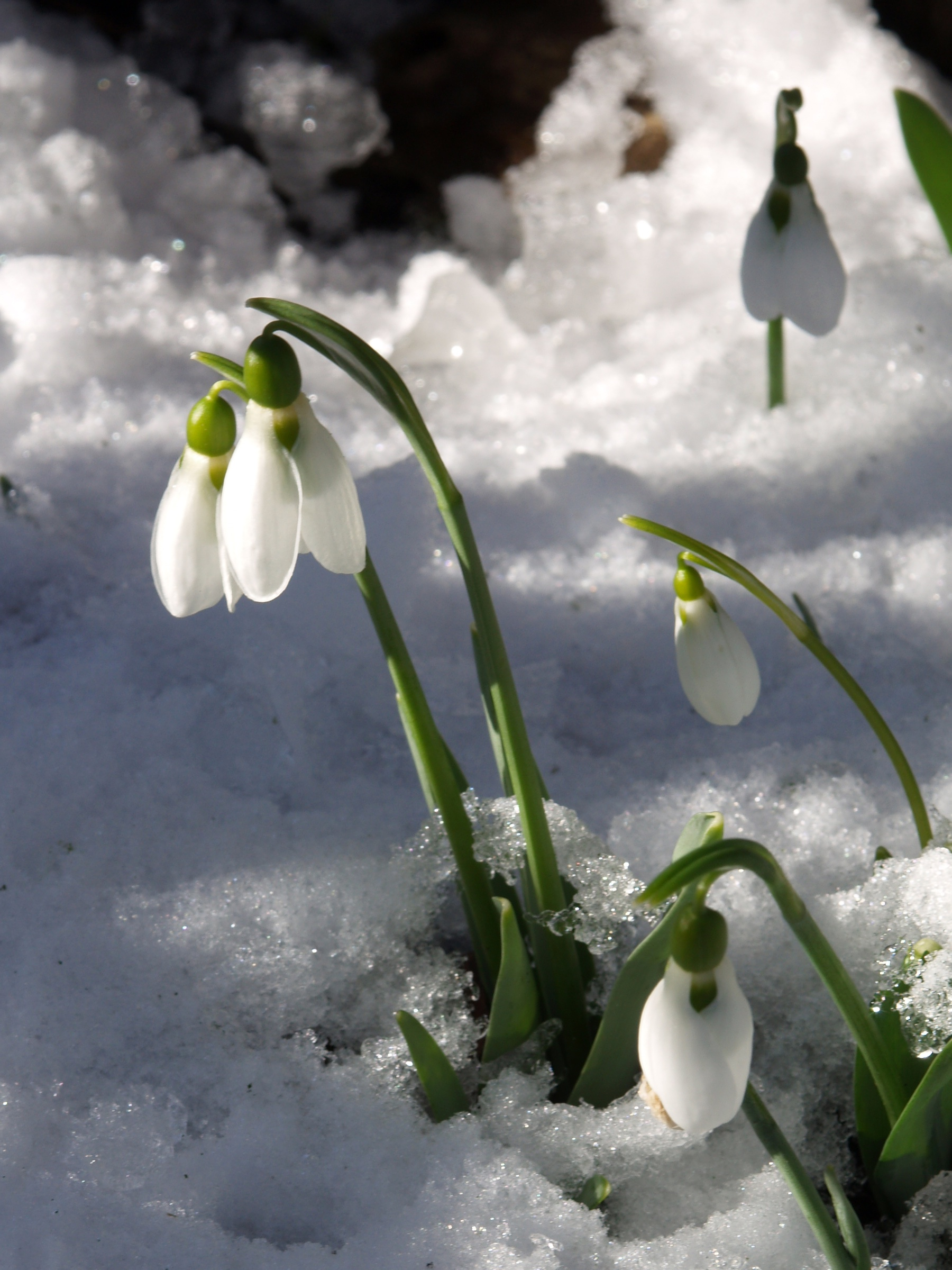
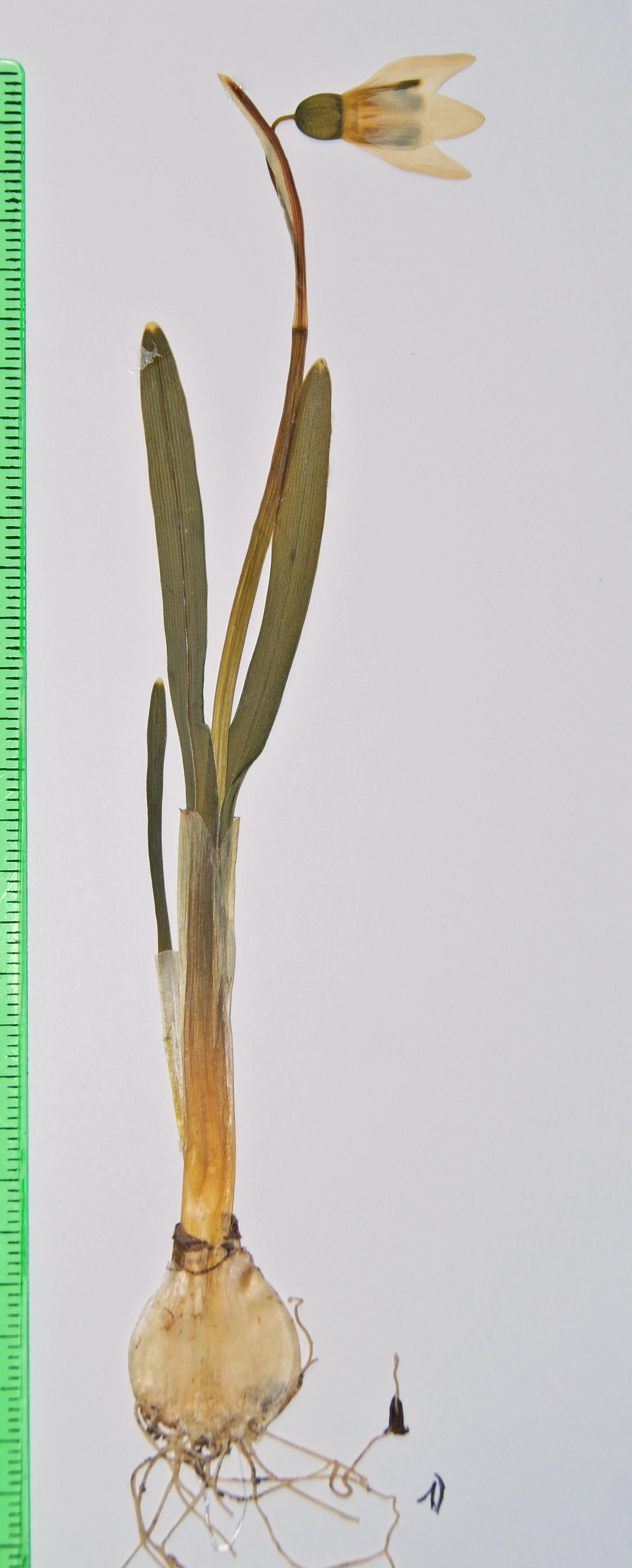
Egy herbáriumi példány
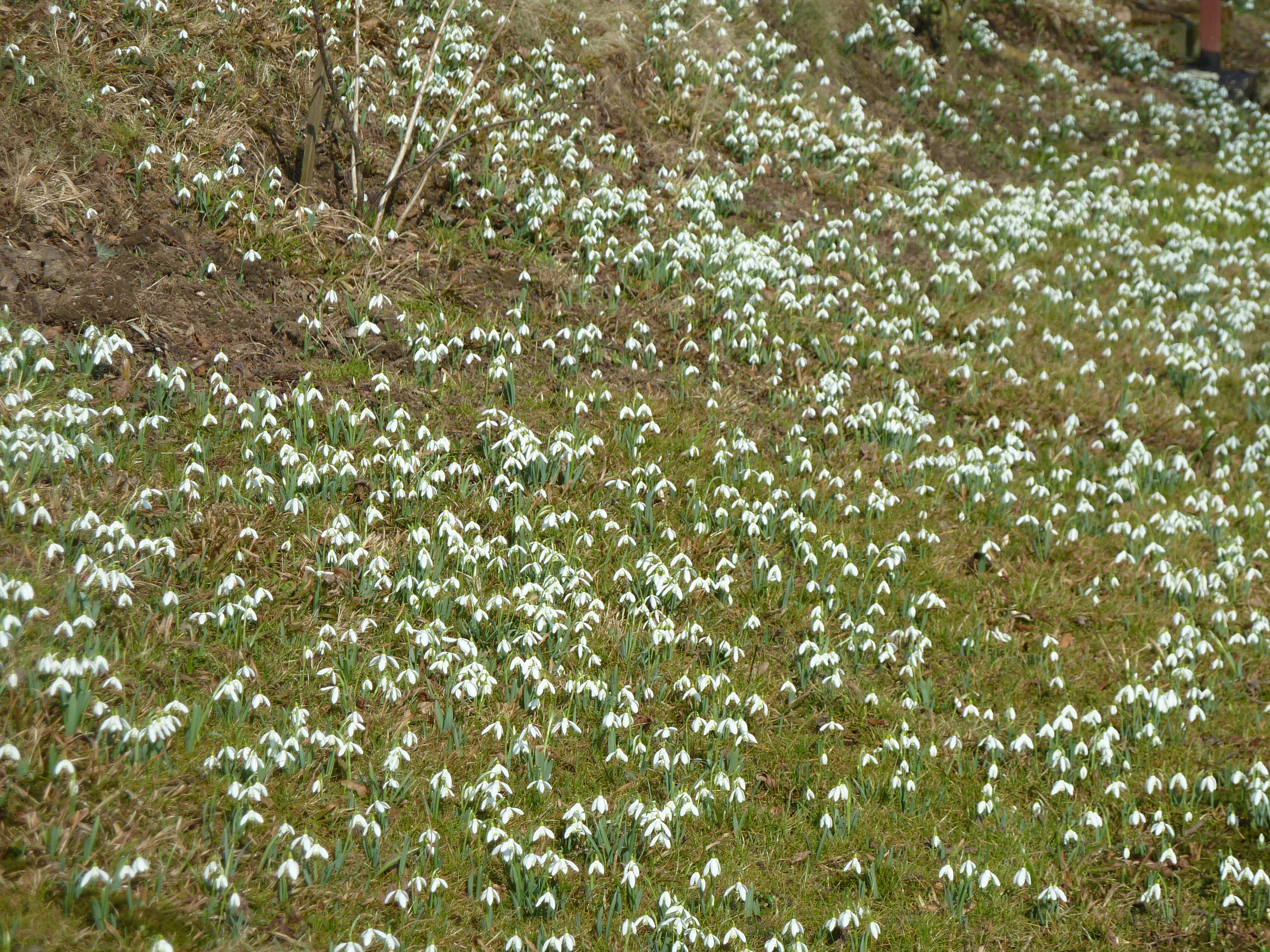
Ha jók a körülmények
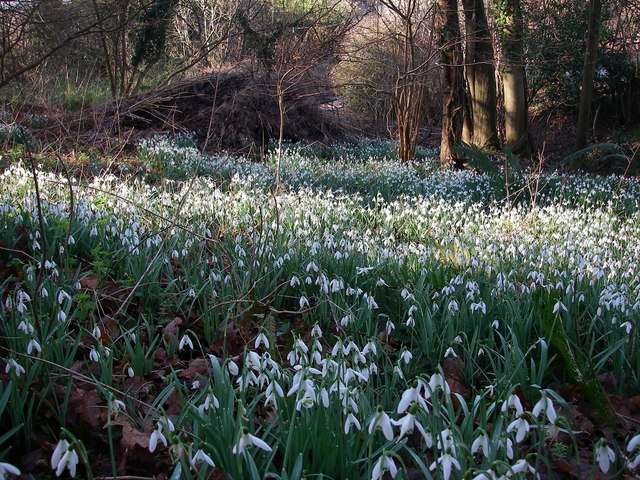
nagy számban nő
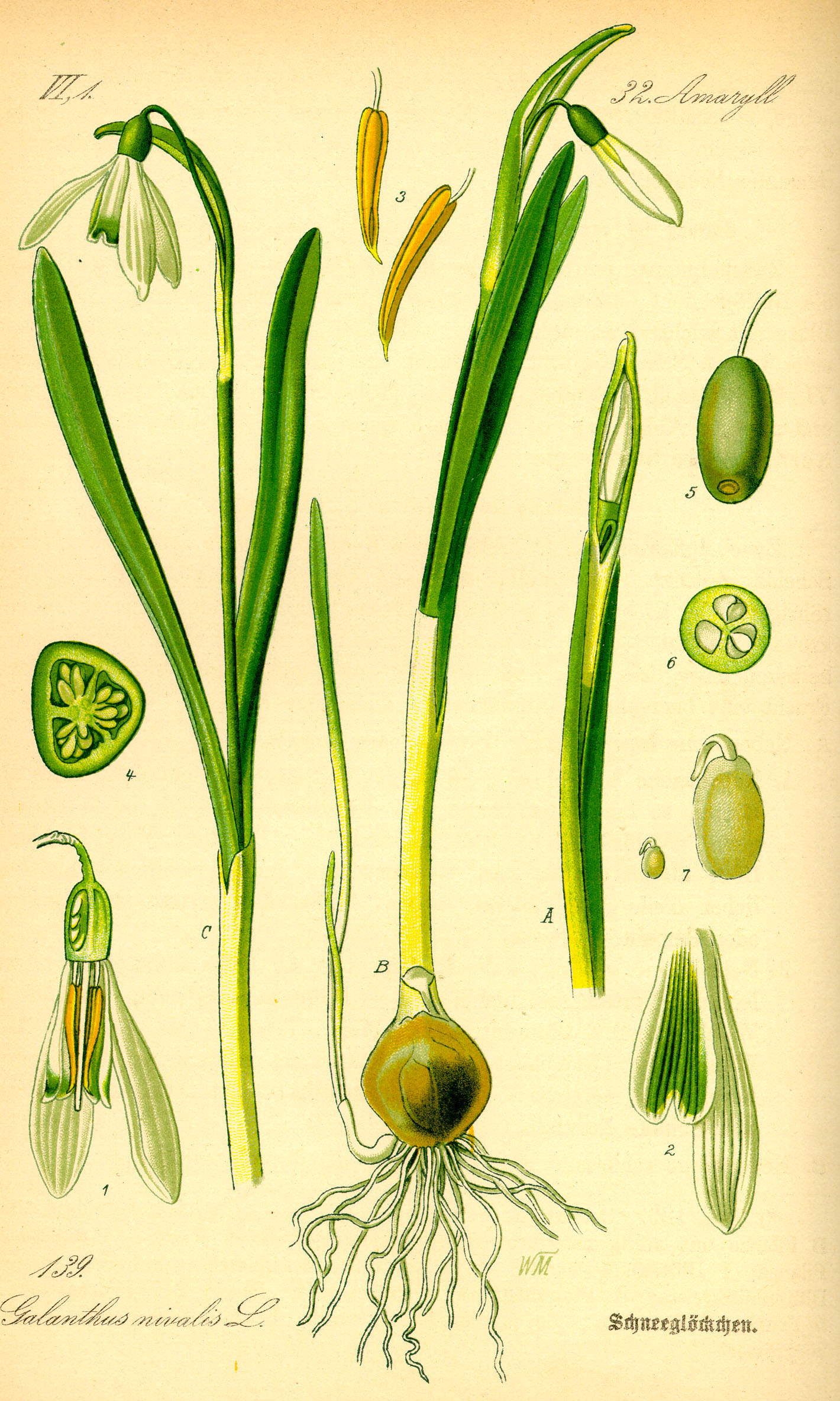
Rajz a növényről